# Haltern am See
Haltern am See (före 2001 enbart Haltern) är en stad i norra Ruhrområdet i Tyskland, belägen i Kreis Recklinghausen i Nordrhein-Westfalen, 15 kilometer norr om kretsstaden Recklinghausen. Haltern am Sees stadskommun har cirka 38 000 invånare.